# Багадаїс вохристочеревий
Багадаїс вохристочеревий (Prionops caniceps) — вид горобцеподібних птахів родини вангових (Vangidae).

## Поширення
Вид поширений в Західній Африці від Гвінеї до Камеруну. Його природними середовищами існування є субтропічний або тропічний вологий низинний ліс та субтропічний або тропічний вологий чагарник.

## Опис
Птах завдовжки 20–22 см, вагою 42-62 г. Це птах з міцною статурою, великою квадратною та витягнутою головою, міцним і загостреним конічним дзьобом, округлими крилами, середнім хвостом з квадратним кінцем, сильними і товстими ногами, хоча не дуже довгими. Голова, шия, спина, крила і хвіст глянцево-чорні з синім відтінком, лоб попелясто-сірий. Груди білі, живіт і підхвістя бежевого кольору.

## Спосіб життя
Птахи живуть групами до десяти особин. Полює на комах, інших безхребетних та їхніх личинок. Розмножується у будь-який період року з піком у грудні-лютому. Гнізда будуються в гущі рослинності. Усі члени групи допомагають у догляді за потомством.

## Підвиди
- Prionops caniceps caniceps (Bonaparte, 1850) — у західній частині ареалу на схід до Того;
- Prionops caniceps harterti (Neumann, 1908) — східна частина ареалу.